# Cyclosorus incestus
Cyclosorus incestus är en kärrbräkenväxtart som först beskrevs av Warren Herbert Wagner, och fick sitt nu gällande namn av Nakaike och Kawabata. Cyclosorus incestus ingår i släktet Cyclosorus och familjen Thelypteridaceae. Inga underarter finns listade.